# Дискография Дайдо
Дискография британской певицы Дайдо состоит из четырех студийных альбомов, двух EP, одного сборника и двадцати синглов.
Дайдо дебютировала в 1995 году, выступая на гастролях трип-хоп группы Faithless. В 1997 году она начала сочинять сольные материалы, а также в этом году подписала контракт с лейблом Arista Records в Соединенных Штатах.
В июне 1999 г. Дайдо выпустила свой дебютный альбом, получивший название "No Angel". В следующем году американский рэппер Эминем использовал семпл песни певицы "Thank You" для своего нового хита "Stan". "Stan" достиг первого места в национальном чарте Англии и получил там платиновую сертификацию. Успех сингла Эминема помог Дайдо и её первому студийному альбому добраться до международной аудитории. "No Angel" включает в себя композиции в жанрах поп, рок и электроника. "No Angel" стал №1 в Соединённом королевстве и десять раз стал платиновым там.  В США альбом достиг четвертого места в национальном чарте и стал четырежды платиновым.

## Альбомы

### Студийные альбомы
| Название          | Детали альбома                                                                                      | Наивысшие позиции в чарте | Наивысшие позиции в чарте | Наивысшие позиции в чарте | Наивысшие позиции в чарте | Наивысшие позиции в чарте | Наивысшие позиции в чарте | Наивысшие позиции в чарте | Наивысшие позиции в чарте | Наивысшие позиции в чарте | Наивысшие позиции в чарте | Продажи                                                                | Сертификации |
| Название          | Детали альбома                                                                                      | UK                        | AUS                       | AUT                       | CAN                       | FRA                       | GER                       | NLD                       | NZ                        | SWI                       | US                        | Продажи                                                                | Сертификации |
| ----------------- | --------------------------------------------------------------------------------------------------- | ------------------------- | ------------------------- | ------------------------- | ------------------------- | ------------------------- | ------------------------- | ------------------------- | ------------------------- | ------------------------- | ------------------------- | ---------------------------------------------------------------------- | --- |
| No Angel          | - Дата релиза: 14 июня 1999 (UK) - Лейбл: Arista - Форматы: CD, DVD, LP, cassette, digital download | 1                         | 1                         | 1                         | 4                         | 1                         | 2                         | 3                         | 1                         | 2                         | 4                         | - UK: 3,081,716 - Франция: 1,262,800 - US: 4,000,000 - Мир: 21,000,000 | - BPI: 10× Platinum - ARIA: 6× Platinum - BVMI: 3× Gold - IFPI AUT: Platinum - IFPI SWI: 3× Platinum - MC: 4× Platinum - RIAA: 4× Platinum - RMNZ: 5× Platinum - SNEP: Diamond        |
| Life for Rent     | - Дата релиза: 29 сентября 2003 (UK) - Лейбл: Arista - Форматы: CD, LP, cassette, digital download  | 1                         | 1                         | 2                         | 2                         | 1                         | 1                         | 1                         | 1                         | 1                         | 4                         | - UK: 3,881,364 - Франция: 822,400 - US: 2,000,000 - World: 13,000,000 | - BPI: 9× Platinum - ARIA: 6× Platinum - BVMI: 3× Platinum - IFPI AUT: Platinum - IFPI SWI: 3× Platinum - MC: 3× Platinum - RIAA: 2× Platinum - RMNZ: 4× Platinum - SNEP: 2× Platinum |
| Safe Trip Home    | - Дата релиза: 17 ноября 2008 (UK) - Лейбл: Arista - Форматы: CD, digital download                  | 2                         | 6                         | 11                        | 9                         | 3                         | 3                         | 8                         | 6                         | 1                         | 13                        | - UK: 260,000 - Мир: 5,000,000                                         | - BPI: Gold - ARIA: Gold - BVMI: Gold - IFPI SWI: Platinum - RMNZ: Gold - SNEP: Gold                                                                                                  |
| Girl Who Got Away | - Дата релиза: 4 марта 2013 (UK) - Лейбл: RCA - Форматы: CD, LP, digital download                   | 5                         | 12                        | 6                         | 10                        | 3                         | 2                         | 8                         | 11                        | 2                         | 32                        | - UK: 100,000 - Мир: 500,000                                           | - BPI: Silver |

## Синглы
| Название                                                                                   | Год  | Наивысшая позиция в чарте | Наивысшая позиция в чарте | Наивысшая позиция в чарте | Наивысшая позиция в чарте | Наивысшая позиция в чарте | Наивысшая позиция в чарте | Наивысшая позиция в чарте | Наивысшая позиция в чарте | Наивысшая позиция в чарте | Наивысшая позиция в чарте | Сертификации | Альбом                 |
| Название                                                                                   | Год  | UK                        | AUS                       | AUT                       | FRA                       | GER                       | IRL                       | NLD                       | NZ                        | SWI                       | US                        | Сертификации | Альбом                 |
| ------------------------------------------------------------------------------------------ | ---- | ------------------------- | ------------------------- | ------------------------- | ------------------------- | ------------------------- | ------------------------- | ------------------------- | ------------------------- | ------------------------- | ------------------------- | --- | ---------------------- |
| "Here with Me"                                                                             | 1999 | 4                         | 52                        | 9                         | 4                         | 16                        | 8                         | 22                        | 3                         | 6                         | 108                       | - BPI: Silver - SNEP: Gold                                                                                            | No Angel               |
| "Don't Think of Me"                                                                        | 2000 | —                         | —                         | —                         | —                         | —                         | —                         | —                         | —                         | —                         | —                         | | No Angel               |
| "Thank You"                                                                                | 2000 | 3                         | —                         | 25                        | 30                        | 41                        | 5                         | 29                        | 3                         | 16                        | 3                         | - BPI: Silver | No Angel               |
| "Hunter"                                                                                   | 2001 | 17                        | 50                        | —                         | 45                        | —                         | 48                        | 73                        | 28                        | 59                        | —                         | | No Angel               |
| "All You Want"                                                                             | 2001 | —                         | —                         | —                         | —                         | —                         | —                         | —                         | —                         | —                         | —                         | | No Angel               |
| "White Flag"                                                                               | 2003 | 2                         | 1                         | 1                         | 5                         | 1                         | 2                         | 5                         | 12                        | 2                         | 18                        | - BPI: Gold - ARIA: Gold - BVMI: Gold - IFPI AUT: Gold - IFPI SWI: Gold - BEA: Gold - IFPI NOR: Platinum - RIAA: Gold | Life for Rent          |
| "Life for Rent"                                                                            | 2003 | 8                         | 28                        | 31                        | 24                        | 33                        | 8                         | 24                        | 17                        | 19                        | —                         | | Life for Rent          |
| "Don't Leave Home"                                                                         | 2004 | 25                        | —                         | 54                        | —                         | 67                        | 35                        | 38                        | —                         | 45                        | —                         | | Life for Rent          |
| "Sand in My Shoes"                                                                         | 2004 | 29                        | 37                        | 57                        | —                         | 54                        | 27                        | 59                        | —                         | 95                        | —                         | | Life for Rent          |
| "Don't Believe in Love"                                                                    | 2008 | 54                        | —                         | 29                        | —                         | —                         | —                         | 83                        | —                         | 16                        | —                         | | Safe Trip Home         |
| "Quiet Times"                                                                              | 2009 | —                         | —                         | —                         | —                         | —                         | —                         | —                         | —                         | —                         | —                         | | Safe Trip Home         |
| "Everything to Lose"                                                                       | 2010 | —                         | —                         | —                         | —                         | —                         | —                         | —                         | —                         | —                         | —                         | | OST Sex and the City 2 |
| "No Freedom"                                                                               | 2013 | 51                        | —                         | —                         | 64                        | 59                        | —                         | 98                        | —                         | 28                        | —                         | | Girl Who Got Away      |
| "End of Night"                                                                             | 2013 | —                         | —                         | —                         | —                         | —                         | —                         | —                         | —                         | —                         | —                         | | Girl Who Got Away      |
| "—" этот знак означает, что сингл отсутствует в чарте данной страны или не был реализован. |      |                           |                           |                           |                           |                           |                           |                           |                           |                           |                           | |                        |